# Wolsdorf (Dolna Saksonia)
Wolsdorf – miejscowość i gmina w Niemczech, w kraju związkowym Dolna Saksonia, w powiecie Helmstedt, wchodzi w skład gminy zbiorowej Nord-Elm.